# St. Petri (Melle)

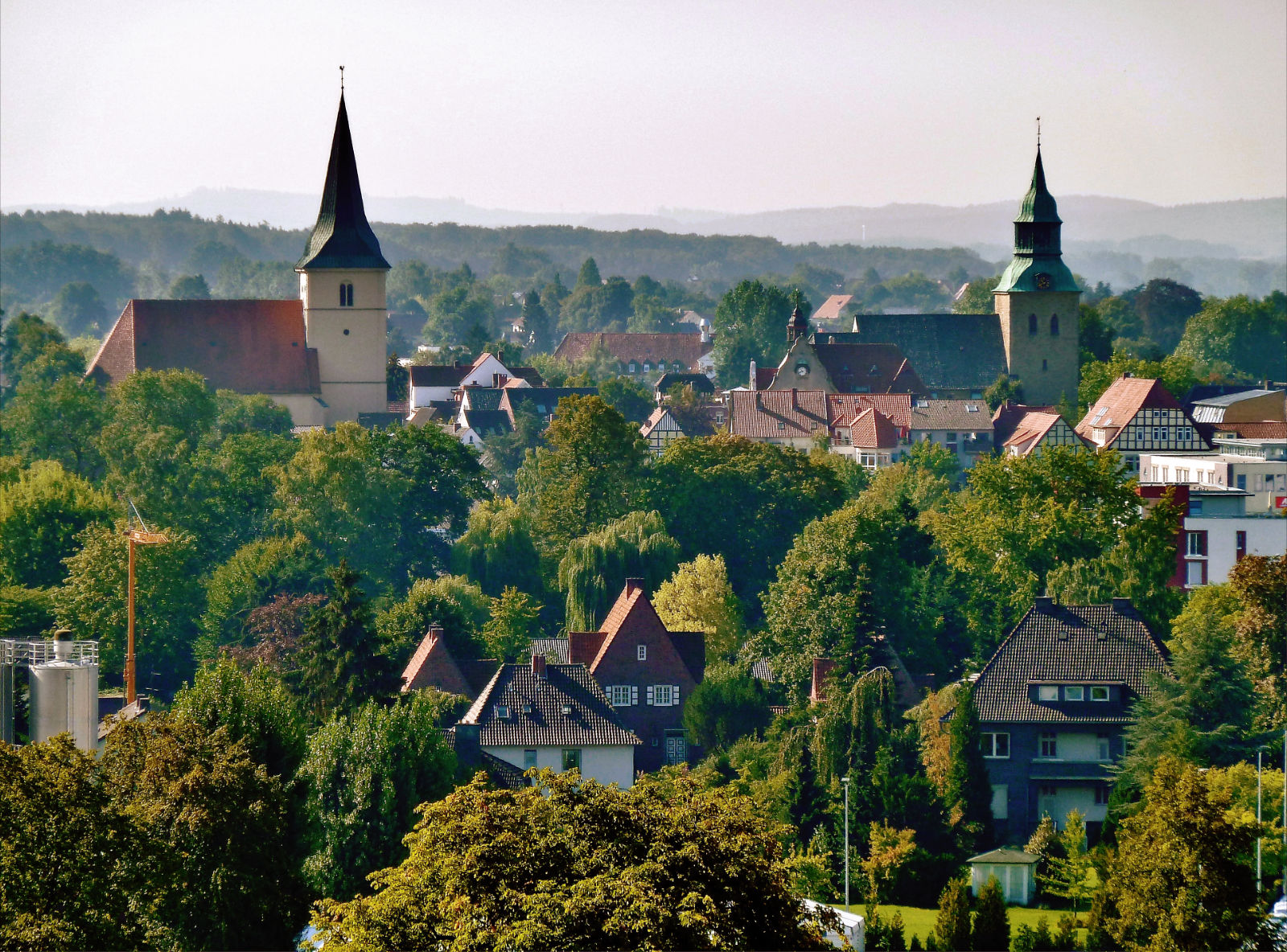
Ev.-luth. Stadtkirche St. Petri (links)

St. Petri ist die um 1721 erbaute evangelisch-lutherische Innenstadtkirche von Melle. Sie ist zentral am Marktplatz gegenüber dem Rathaus gelegen und ist die evangelische Hauptkirche des Kirchenkreises Melle-Georgsmarienhütte im Grönegau.

## Geschichte
Aufgrund der Capitulatio perpetua wurden den in Melle lebenden Katholiken die St.-Matthäus-Kirche, die zuvor simultan genutzt wurde, zugesprochen. 1652 entstand demnach, nahe bei der katholischen Kirche gelegen, für die evangelische Gemeinde ein neues Gotteshaus, die St.-Petri-Kirche, die der große Meller Stadtbrand von 1720 vollständig zerstörte.
Bereits 1721, unmittelbar nach dem Stadtbrand, begannen die Bauarbeiten für ein neues größeres Kirchengebäude, das 1723 eingeweiht wurde und mit dem vollständigen Inventar bis 1724 fertiggestellt war. Besonders unterstützte den Bau der damalige Osnabrücker Fürstbischof Ernst August II. von Braunschweig-Lüneburg. Der Steinmetz und Maurermeister Hermann Schmidinger aus Herford war maßgeblich am Neubau beteiligt. Erster evangelischer Pfarrer an St. Petri war der zuvor an der katholischen Meller St.-Matthäus-Kirche wirkende Pastor Anton Seumenicht.
Von 1992 bis 1994 wurde die Heizungsanlage renoviert. Die etwa 30 Jahre alte Heizungsanlage musste ausgetauscht werden, da sie der Orgel schadete, keine vernünftige Temperaturregelung erlaubte, ein störendes Gebläse hatte und teilweise mit gesundheitsschädlichem Asbest ausgekleidet war. Die Kosten für die neue Warmwasserheizung betrugen etwa 900 000 DM. Während der Bauarbeiten an der Fußbodenheizung wurde eine Gruft entdeckt. Dort wurden Friedrich Freiherr von Hammerstein, der sich während des Wiederaufbaus der Kirche sehr verdient gemacht hat, und seine Frau Sophie Charlotte Freiin von Chalon bestattet. Das Grab wurde wieder verschlossen. Zwei Monate nach Baubeginn wurden Risse in der Decke festgestellt. Diese wurden mit einer Edelstahlkonstruktion im Dachstuhl behoben und verursachten zusätzliche Kosten von 500 000 DM. Während der Renovierung bekamen die Bänke ihren heutigen hellen Anstrich. Am 18. Dezember 1994 wurde die Kirche wieder eingeweiht. Während der Renovierung fanden die Gottesdienste im Gemeindehaus, in der Paulus-Kirche oder der katholischen St.-Matthäus-Kirche statt.

## Architektur und Ausstattung
Die Kirche ist eine dreischiffige Hallenkirche in gotisierenden Formen mit feingegliederten Pfeilern und einem Chor in Fünfachtelschluss. Der Westturm hat als Abschluss einen barocken Buckelhelm. Das Kircheninnere ist mit durchlaufenden Emporen und Adelslogen ausgestattet.
Das bemalte Gewölbe ist im Osnabrücker Raum singulär. Die Gewölbemalerei trägt das Wappen des Bauherrn Ernst August II. mit der Herzogswürde von York und Albany, die ihm von seinem Bruder König Georg I. von England verliehen wurde. Das vierpassige Wappen in Kartuschenrahmen mit Blüten und Fruchtgehängen ist von acht Engeln begleitet. Es zeigt den gespaltenen Wappenschild von England, gehalten von dem englischen Löwen und dem schottischen Einhorn. Ein weiteres Wappen im Gewölbe mit einer roten Pflugschar ist das Wappen des Osnabrücker Bischöflichen Geheimen Rats Jobst Itel von Vincke. Er war vom Landesherrn mit dem Wiederaufbau der Stadt Melle und der evangelischen Kirche beauftragt worden.
Der barocke Altar von Ernst Dietrich Bartels (1723) ist in mehrere Zonen gegliedert und trägt im Zentrum das Bild des Abendmahls und der Auferstehung. Er ist mit dem Wappen des Freiherrn auf Schloss Gesmold Christoph Ludolf von Hammerstein und seiner Gattin Johanna Sophia Schenk von Winterstedt zu Diek geschmückt.
Die barocke Kanzel stammt aus dem Jahr 1724. Sie ist mit reichem Figurenwerk ausgestattet. Der Stifter ist Abraham von Arnim zu Boitzenburg und seine Frau Anna Sophia von Oer zu Bruche. Ihre Wappen befinden sich im Kanzeldeckel.
Die Emporenbrüstungen sind mit den Wappen der heimischen Adelsgeschlechter Vincke, Nehem, Hammerstein und dem vierspeichigen Rad, dem Wappen der Stadt Melle, sowie mit Darstellungen aus dem Alten und Neuen Testament versehen.
Zwei bronzene Kronleuchter zieren das Mittelschiff: Sie bestehen aus Spindeln mit 16 Armen und einem Kugelkörper mit aufrecht stehenden Engeln mit hochgestellten Flügeln und einem Doppeladler. Sie sind Schenkungen des Meller Kaufmanns Henrich Borgstede (1726) und des Meller Scharfrichters Georg Ludwig Lohdi (1759).

## Christian-Vater-Orgel

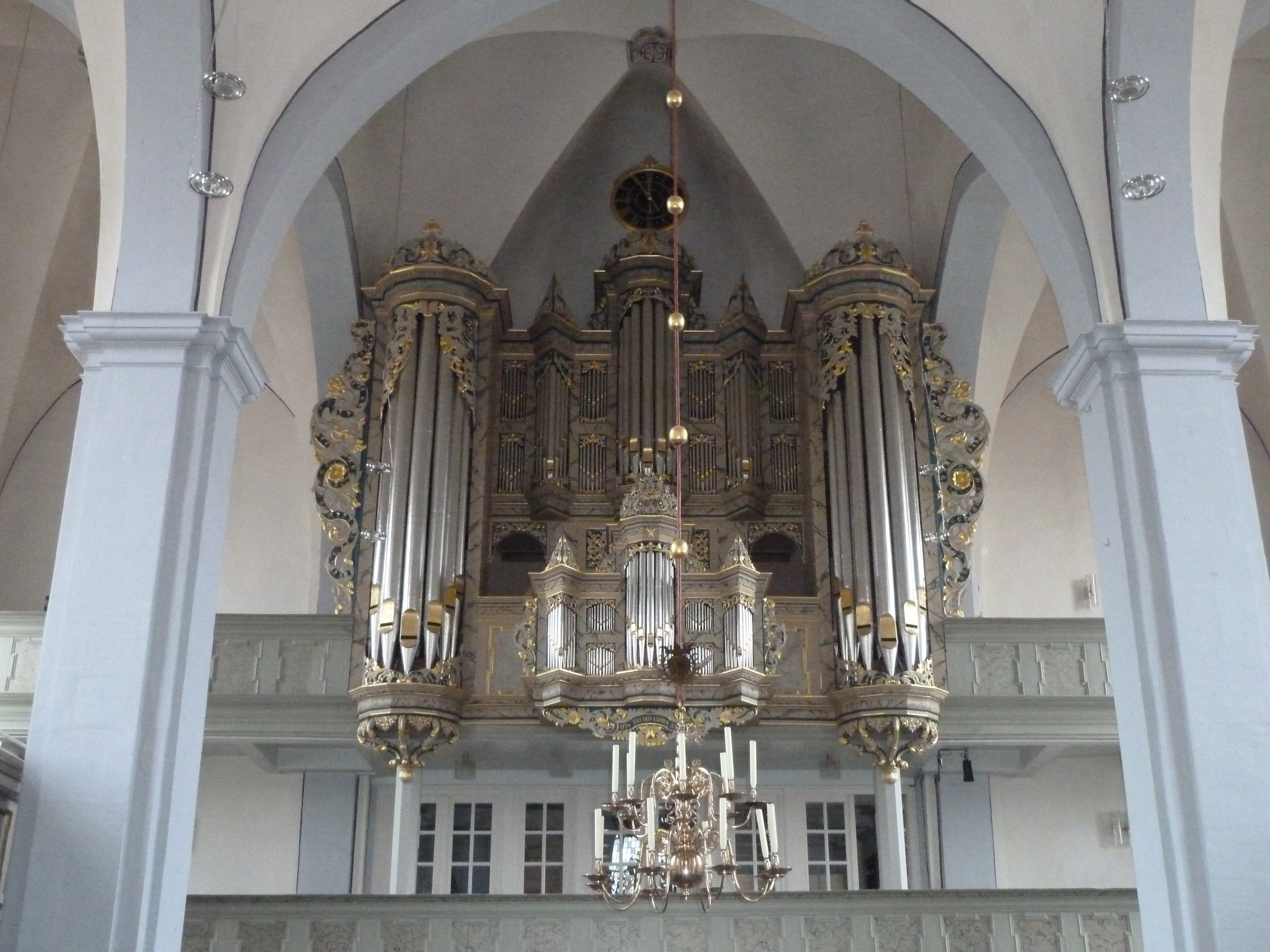
Christian-Vater-Orgel von 1724

Die teilweise erhaltene Barockorgel von Christian Vater wurde 1722 bis 1724 mit ursprünglich 27 Registern erbaut. Sie wurde im Jahr 2000 durch die Orgelbaufirma Bernhardt Edskes grundlegend restauriert. Der aus Hannover stammende Orgelbauer Christian Vater arbeitete 1697 bis 1702 in der Werkstatt von Arp Schnitger. Vaters Œuvre umfasst insgesamt 36 Orgeln. Die Orgel der Petrikirche ist sein größtes Werk in Deutschland. Der auch zeitweise als Organist tätige Orgelbauer war hannoverscher Hof-Orgelbaumeister und betrieb eine Werkstatt in Hannover. Die Petriorgel umfasst insgesamt 37 Register verteilt auf drei Manuale und Pedal.
| Oberwerk C–f3    |       |
| Principal        | 08′   |
| Quintaden        | 16′   |
| Spitzfloit       | 08′   |
| Rohrfloit        | 08′   |
| Octav            | 04′   |
| Gemshorn         | 04′   |
| Quinta           | 03′   |
| Superoctav       | 02′   |
| Sexquialter II 0 | 2 ⁄3′ |
| Mixtur V         |       |
| Trompete         | 08′   |
| Vox-humana       | 08′   |

| Rückpositiv C–f3 |       |
| Principal        | 04′   |
| Gedact           | 08′   |
| Quintaden 0      | 08′   |
| Spitzfloit       | 04′   |
| Octav            | 02′   |
| Waltfloit        | 02′   |
| Sieffloit        | 1 ⁄3′ |
| Scharff IV       |       |
| Fagott           | 16′   |
| Dulcian          | 08′   |

| Brustpositiv C–f3 |       |
| Holtzgedact       | 08′   |
| Gedact            | 04′   |
| Octav             | 04′   |
| Floit             | 02′   |
| Quinta            | 1 ⁄2′ |
| Sexquialter II 0  | 2 ⁄3′ |
| Cimbal III        |       |
| Hautbois          | 08′   |

| Pedalwerk C–f1 |     |
| Principal      | 16′ |
| Octav          | 08′ |
| Octav          | 04′ |
| Mixtur V       |     |
| Posaune        | 16′ |
| Trompete       | 08′ |
| Schallmey 0    | 04′ |

- Tremulant
- Zimbelstern
- Calcantenschelle
- Stimmhöhe: a' = 466hz
- Temperatur: Vallotti-Stimmung 1779 (publiziert 1950), d. h. eine ungleichstufige 1/6-Komma-Temperatur[5]

## Glocken
Im Turm der ersten 1652 erbauten Kirche befand sich lediglich eine 200 Pfund schwere Glocke. Für den Turm der zweiten Kirche wurden zwei Glocken von Glockengießer Rinker aus Gießen hergestellt. Sie waren ca. 3000 Pfund und ca. 1200 Pfund schwer. Die schwerere Glocke wurde bald schadhaft und 1732, mit finanzieller Hilfe der Kirchenpatrone, umgegossen. Um 1840 wurde eine dritte Glocke im Kirchturm angebracht.
Während des Ersten Weltkriegs mussten zwei Glocken zu Rüstungszwecken abgegeben werden. Nach Kriegsende konnten wieder zwei neue Glocken von der Gemeinde erworben werden. Die Einweihung fand am 4. Juli 1925 in einem Festgottesdienst statt.
Der Brauch des Ernteläutens fand jahrhundertelang immer zu Beginn der Roggenernte auf dem Meyerhof zu Bakum statt. Die Glocken wurden eine Woche lang jeweils eine halbe Stunde täglich geläutet, um die Bevölkerung an die arbeitsreiche Zeit der Bauern zu erinnern. Noch bis kurz nach dem Ersten Weltkrieg wurde die Brandglocke bei Bränden geläutet.